# Малая Черемшана
Малая Черемшана — река в России, протекает по Бурятии, в Баргузинскому району. Впадает в озеро Байкал на высоте 456 м.

## География
Образуется слиянием рек Левая Малая Черемшана и Правая Малая Черемшана. Течёт на северо-запад по территории Забайкальского национального парка.
Длина реки составляет 24 км (от истока Правой Малой Черемшаны).
Имеет притоки Елаканная, Левая Малая Черемшана и Правая Малая Черемшана.

## Данные водного реестра
По данным государственного водного реестра России и геоинформационной системы водохозяйственного районирования территории РФ, подготовленной Федеральным агентством водных ресурсов:
- Бассейновый округ — Ангаро-Байкальский
- Речной бассейн — бассейны малых и средних притоков средней и северной части озера Байкал
- Речной подбассейн — отсутствует
- Водохозяйственный участок — бассейны рек средней и северной части озера Байкал от восточной границы бассейна реки Ангары до северо-западной границы бассейна реки Баргузин